# Красноармейское сельское поселение (Зерноградский район)
Красноармейское сельское поселение — муниципальное образование в Зерноградском районе Ростовской области. 
Административный центр поселения — хутор Путь Правды.

## Административное устройство
В состав Красноармейского сельского поселения входят:
- хутор Путь Правды,
- хутор Голубовка,
- хутор Заполосный,
- хутор Красная Звезда,
- хутор Краснюков,
- хутор Лесхоз.

## Население
| 2010  | 2012  | 2013  | 2014  | 2015  | 2016  | 2017  |
| ----- | ----- | ----- | ----- | ----- | ----- | ----- |
| 2871  | ↘2785 | ↘2758 | ↘2699 | ↘2678 | ↘2655 | ↘2616 |
| 2018  | 2019  | 2020  | 2021  |       |       |       |
| ↘2604 | ↘2545 | ↘2516 | ↘2498 |       |       |       |